# Association Sportive et Culturelle Jeanne d'Arc
L'Association Sportive et Culturelle Jeanne d'Arc és un club de futbol senegalès de la ciutat de Dakar. Va ser fundat l'any 1921. Disputa els seus partits a l'Stade Léopold Sédar Senghor. Els seus colors són el blanc i el blau.

## Palmarès
- Lliga senegalesa de futbol:[2]
  - 1960, 1969, 1973, 1985, 1986, 1988, 1999, 2001, 2002, 2003
- Copa senegalesa de futbol:[3]
  - 1962, 1969, 1974, 1980, 1984, 1987
- Copa de l'Assemblea Nacional del Senegal:[3]
  - 1986, 1989, 2001
- Copa de la CAF de futbol:
  - Finalista el 1998
- Copa de l'Àfrica Occidental Francesa:
  - 1951, 1952

## Jugadors destacats
- Issa N'Doye
- Roger Mendy
- Khalidou Sissokho
- Abdoulaye Diagne-Faye
- Bilal Sidibé
- Pape Samba Ba
- Narcisse Yameogo
- Oumar Dieng
- Sekou Keita
- Ousmane N'Doye
- Pascal Mendy
- Kébé Baye
- Papa Malick Diop